# Cotinga cuaforcada oriental
La cotinga cuaforcada oriental (Phibalura flavirostris) és una espècie d'ocell de família controvertida (Incertae sedis) que habita localment boscos de l'oest de Bolívia, sud-est del Brasil, nord-est del Paraguai i de l'Argentina.